# L'Audition (film, 2005)
Cet article concerne le film de Luc Picard. Pour le film de Miloš Forman, voir L'Audition.
Pour les articles homonymes, voir Audition.
Pour plus de détails, voir Fiche technique et Distribution.
L'Audition est un film dramatique québécois réalisé par Luc Picard sorti en 2005.

## Synopsis
Louis Tremblay est un collecteur ou agent de recouvrement, c'est-à-dire un casseur de gueule pour ceux qui ne payent pas leurs dettes. Son copain Marco lui prête main-forte. Sa blonde Suzie attend un enfant, mais il ne le sait pas. Il décide d'abandonner la vie de collecteur pour faire une audition dans laquelle il doit dire au revoir à son fils pour la dernière fois. Il retient les services de Philippe Chevalier, un acteur célèbre qui l'aidera à passer l'audition. Louis tentera de son mieux mais devra faire face au côté plus sombre de sa vie.

## Commentaire
Le réalisateur joue aussi le rôle d'acteur principal dans cette tragicomédie urbaine.

## Fiche technique
- Titre original : L'Audition
- Titre anglais : Audition
- Réalisation : Luc Picard
- Scénario : Luc Picard
- Musique : Daniel Bélanger
- Décors : Patrice Bengle
- Costumes : Carmen Alie
- Maquillage : Kathryn Casault
- Coiffure : Anne-Louise Landry
- Photographie : Pierre Jodoin
- Son : Dominique Chartrand, Olivier Calvert, Hans Peter Strobl
- Montage : Gaëtan Huot
- Production : Lorraine Richard et Luc Martineau
- Société de production : Cité Amérique
- Sociétés de distribution : Christal Films, Les Films Séville
- Directrice de production : Martha Fernandez
- Producteurs exécutifs : Vivianne Morin et Louis Laverdière
- Budget : 4 millions de dollars[1]
- Pays d'origine :  Canada
- Langue originale : français
- Format : couleur — 35 mm — son Dolby numérique
- Genre : comédie dramatique
- Durée : 111 minutes
- Classification : 21+
- Dates de sortie :
  - Canada : 20 septembre 2005 (première - Festival des films du monde de Montréal (FFM))
  - Canada : 30 septembre 2005 (sortie en salle au Québec)
  - France : 24 novembre 2005 (Semaine du cinéma du Québec à Paris)
  - France : 10 avril 2006 (Festival international du film d'Aubagne)
  - Canada : 18 avril 2006 (DVD)
  - France : 13 février 2008 (sortie en salle)

## Distribution
- Luc Picard : Louis Tremblay
- Suzanne Clément : Suzie
- Denis Bernard : Philippe Chevalier
- Alexis Martin : Marco
- Julie McClemens : Julie, amie de Suzie
- Louise Proulx :  	Gisèle, secrétaire de l'agence de casting, cousine de Louis
- Marie-France Lambert : Ève Simard, comédienne et ancienne copine de Philippe
- Henri Richer-Picard, Joseph Pichette : le petit garçon
- Robert Lepage : Jean-Pierre, le réalisateur de l'agence de casting
- Nicole LeBlanc : grand-mère accidentée
- Isabel Richer : femme au bouquet de fleurs
- Pascale Bélanger : Sarah, inconnue aux bottines
- Stéphane Demers : Robert, homme brutalisé par Louis
- Maude Guérin : Madeleine, copine de Robert
- Roger La Rue : Serge, patron du resto de Suzie
- Dominique Pétin : Dominique, agence de casting
- Ellen David : Joan, l'intermédiaire qui donne des contrats à Louis
- Bobby Beshro : harceleur au billard
- Denis Trudel : père dans le parc
- Hugues Frenette : chauffard de l'accident
- Emmanuel Charest : témoin de l'accident
- Isabelle Cyr : témoin de l'accident
- Serge Thibodeau : témoin de l'accident
- François L'Écuyer : homme au spectacle

## Autour du film
- Lors du Festival international de films de Montréal, qui s'est achevé le 25 septembre 2005, ce film a gagné trois prix : meilleur film canadien, meilleur interprète pour Luc Picard et le prix spécial l'Iris d'or.
- Le 13 mars 2006, Denis Bernard remporte pour son rôle le prix Génie du meilleur acteur de soutien.
- Le 20 mars 2006, Daniel Bélanger remporte le prix Jutra de la meilleure musique pour son travail pour ce film.
- Lors du Festival international des jeunes réalisateurs de Saint-Jean-de-Luz, le film a remporté le Chistera du meilleur film et le Chistera de la meilleure interprétation masculine pour Luc Picard